# Kivernoll
Kivernoll – osada w Anglii, w hrabstwie Herefordshire. Leży 9 km na południowy zachód od miasta Hereford i 191 km na zachód od Londynu.